# San Rafael Pie de la Cuesta
San Rafael Pie de la Cuesta («San Rafael»: en honor a su santo patrono Rafael Arcángel; «Pie de la Cuesta»: por su ubicación geográfica) es un municipio del departamento de San Marcos de la región sur-occidente de la República de Guatemala. El municipio celebra su fiesta titular del 14 al 25 de octubre en honor a su patrón San Rafael Arcángel, y los pobladores escogen una reina de belleza para conmemorar la fiesta.
La cabecera municipal es un pequeño pueblo con techos de tejas rojas y abundancia de árboles, en el norte del departamento de San Marcos. Aunque parte de San Marcos es frío, el municipio de San Rafael Pie de la Cuesta no es considerado un municipio muy frío por los guatemaltecos ya que está cerca de la llanura costera.

## Toponimia
El poblado de San Rafael Pie de la Cuesta fue elevado a categoría de municipio el 4 de enero de 1850 pero también existen documentos que dicen que en realidad se fundó el 5 de enero. como municipio oficial del departamento de San Marcos. El municipio fue llamado «Pie de la Cuesta» por su ubicación geográfica, ya que se encuentra en la Llanura costera (además por ser un municipio muy caluroso a comparación del resto de San Marcos).

## Demografía
El municipio tiene una población aproximada de 18 352 habitantes, para 2021, según el censo de población de 2018 con una densidad de 306 habitantes por kilómetro cuadrado aproximadamente. El 22 % de la población es del área urbana y el 78 % están en el área rural.

## Geografía física
El municipio de San Rafael Pie de la Cuesta tiene una extensión territorial de 60 km².

### Clima
La cabecera municipal de San Rafael Pie de la Cuesta tiene clima tropical (Köppen: Am).
| Parámetros climáticos promedio de San Rafael Pie de la Cuesta | Parámetros climáticos promedio de San Rafael Pie de la Cuesta | Parámetros climáticos promedio de San Rafael Pie de la Cuesta | Parámetros climáticos promedio de San Rafael Pie de la Cuesta | Parámetros climáticos promedio de San Rafael Pie de la Cuesta | Parámetros climáticos promedio de San Rafael Pie de la Cuesta | Parámetros climáticos promedio de San Rafael Pie de la Cuesta | Parámetros climáticos promedio de San Rafael Pie de la Cuesta | Parámetros climáticos promedio de San Rafael Pie de la Cuesta | Parámetros climáticos promedio de San Rafael Pie de la Cuesta | Parámetros climáticos promedio de San Rafael Pie de la Cuesta | Parámetros climáticos promedio de San Rafael Pie de la Cuesta | Parámetros climáticos promedio de San Rafael Pie de la Cuesta | Parámetros climáticos promedio de San Rafael Pie de la Cuesta |
| Mes                                                           | Ene.                                                          | Feb.                                                          | Mar.                                                          | Abr.                                                          | May.                                                          | Jun.                                                          | Jul.                                                          | Ago.                                                          | Sep.                                                          | Oct.                                                          | Nov.                                                          | Dic.                                                          | Anual                                                         |
| ------------------------------------------------------------- | ------------------------------------------------------------- | ------------------------------------------------------------- | ------------------------------------------------------------- | ------------------------------------------------------------- | ------------------------------------------------------------- | ------------------------------------------------------------- | ------------------------------------------------------------- | ------------------------------------------------------------- | ------------------------------------------------------------- | ------------------------------------------------------------- | ------------------------------------------------------------- | ------------------------------------------------------------- | ------------------------------------------------------------- |
| Temp. máx. media (°C)                                         | 28.5                                                          | 28.8                                                          | 30.0                                                          | 30.1                                                          | 29.7                                                          | 28.5                                                          | 29.1                                                          | 29.2                                                          | 28.3                                                          | 28.2                                                          | 28.4                                                          | 28.4                                                          | 28.9                                                          |
| Temp. media (°C)                                              | 22.4                                                          | 22.6                                                          | 23.6                                                          | 24.0                                                          | 23.9                                                          | 23.2                                                          | 23.4                                                          | 23.5                                                          | 23.1                                                          | 22.9                                                          | 22.9                                                          | 22.5                                                          | 23.2                                                          |
| Temp. mín. media (°C)                                         | 16.4                                                          | 16.5                                                          | 17.2                                                          | 18.0                                                          | 18.2                                                          | 17.9                                                          | 17.7                                                          | 17.8                                                          | 17.9                                                          | 17.7                                                          | 17.4                                                          | 16.7                                                          | 17.5                                                          |
| Precipitación total (mm)                                      | 50                                                            | 56                                                            | 122                                                           | 256                                                           | 516                                                           | 674                                                           | 493                                                           | 505                                                           | 691                                                           | 571                                                           | 184                                                           | 78                                                            | 4196                                                          |
| Fuente: Climate-Data.org                                      |                                                               |                                                               |                                                               |                                                               |                                                               |                                                               |                                                               |                                                               |                                                               |                                                               |                                                               |                                                               |                                                               |

### Ubicación geográfica
San Rafael Pie de la Cuesta se encuentra a una distancia de 27 km de la cabecera departamental San Marcos y completamente rodeado por municipios del departamento homónimo:
- Norte: San Pablo y la cabecera departamental San Marcos
- Sur: El Tumbador
- Este: Esquipulas Palo Gordo y San Marcos
- Oeste: El Rodeo, El Tumbador y San Pablo[7]

|                                       | Norte: San Pablo San Marcos |                                        |
| Oeste: El Rodeo El Tumbador San Pablo |                             | Este: Esquipulas Palo Gordo San Marcos |
|                                       | Sur: El Tumbador            |                                        |

## Gobierno municipal
Los municipios se encuentran regulados en diversas leyes de la República, que establecen su forma de organización, lo relativo a la conformación de sus órganos administrativos y los tributos destinados para los mismos.  Aunque se trata de entidades autónomas, se encuentran sujetos a la legislación nacional y las principales leyes que los rigen desde 1985 son:
| N.º | Ley                                                | Descripción |
| --- | -------------------------------------------------- | --- |
| 1   | Constitución Política de la República de Guatemala | Tiene una regulación legal específica para los municipios en los artículos 253 al 262. |
| 2   | Ley Electoral y de Partidos Políticos              | Ley de carácter constitucional aplicable a los municipios en el tema de la conformación de sus autoridades electas. |
| 3   | Código Municipal                                   | Decreto 12-2002 del Congreso de la República de Guatemala. Tiene la categoría de ley ordinaria y contiene preceptos generales aplicables a todos los municipios, e inclusive contiene legislación referente a la creación de los municipios.             |
| 4   | Ley de Servicio Municipal                          | Decreto 1-87 del Congreso de la República de Guatemala. Regula las relaciones entra la municipalidad y los servidores públicos en materia laboral. Tiene su base constitucional en el artículo 262 de la constitución que ordena la emisión de la misma. |
| 5   | Ley General de Descentralización                   | Decreto 14-2002 del Congreso de la República de Guatemala. Regula el deber constitucional del Estado, y por ende del municipio, de promover y aplicar la descentralización y desconcentración económica y administrativa.                                |

El gobierno de los municipios de Guatemala está a cargo de un Concejo Municipal mientras que el código municipal —ley ordinaria que contiene disposiciones que se aplican a todos los municipios— establece que «el concejo municipal es el órgano colegiado superior de deliberación y de decisión de los asuntos municipales […] y tiene su sede en la circunscripción de la cabecera municipal». Por último, el artículo 33 del mencionado código establece que «[le] corresponde con exclusividad al concejo municipal el ejercicio del gobierno del municipio».
El concejo municipal se integra con el alcalde, los síndicos y concejales, electos directamente por sufragio universal y secreto para un período de cuatro años, pudiendo ser reelectos.
Existen también las Alcaldías Auxiliares, los Comités Comunitarios de Desarrollo (COCODE), el Comité Municipal del Desarrollo (COMUDE), las asociaciones culturales y las comisiones de trabajo. Los alcaldes auxiliares son elegidos por las comunidades de acuerdo a sus principios y tradiciones, y se reúnen con el alcalde municipal el primer domingo de cada mes, mientras que los Comités Comunitarios de Desarrollo y el Comité Municipal de Desarrollo organizan y facilitan la participación de las comunidades priorizando necesidades y problemas.